# Astragalus hyalolepidoides
Astragalus hyalolepidoides es una especie de planta del género Astragalus, de la familia de las leguminosas, orden Fabales.

## Distribución
Astragalus hyalolepidoides se distribuye por Georgia.

## Taxonomía
Fue descrita científicamente por A. P. Khokhrjakov. Fue publicada en Byull. Glavn. Bot. Sada 172: 24 (1995).